# Stauntonia leucantha
Stauntonia leucantha là một loài thực vật có hoa trong họ Lardizabalaceae. Loài này được Y.C. Wu miêu tả khoa học đầu tiên năm 1936.